# 佛罗·里达
佛罗·里达（英语：Flo Rida，1979年9月17日—），原名查马·迪拉德（Tramar Dillard），是一位生于美国佛罗里达州迈阿密的饶舌歌手，艺名取自Flo(Flow)与佛罗里达州后面的Rida，是为了表现出他行云流水的绕舌技巧和他对自己出生地的致敬而得的名字。
参与合作多张饶舌混音带和录音室专辑。2008年初，佛罗·里达发行他的首张个人专辑 Mail on Sunday，此专辑共推出三支单曲 "Low"、"Elevator" 和 "In the Ayer"，其中与T-Pain合作的专辑首支单曲 "Low" 十分成功，登顶单曲榜达十周。2009年，他又发行个人第二张专辑 R.O.O.T.S.，专辑中的单曲 "Right Round" 发行后即夺得英国单曲榜冠军，并占据 Hot 100 榜首位六周之久。

## 简介[2]
1979年9月17号出生于佛罗里达的奥帕洛卡，在佛罗里达的卡罗尔城长大。
早期，佛罗·里达与当地的传奇组合2 Live Crew一起巡回表演，并且他自己也组过一个业余组合叫做Groundhoggz。他后来出现在各式各样的Mixtape和正式专辑中，其中最有名的是DJ Khaled的《We the Best》。然而，佛罗·里达在刚开始迈向饶舌界时遇到了很多挫折，他被许多厂牌拒绝，也被许多人不看好。因此，他不得不到处去打工维持生计，同时在内华达大学读了2年和在巴里大学短暂学习了2个月。尽管如此，他并没有放弃他的梦想，最终独立厂牌Poe Boy Entertainment签下了他。
2006年加入该唱片公司后，佛罗·里达与当地的许多大牌开始了合作，如Rick Ross,Trina以及Trick Daddy。正是与Rick Ross合作的一曲“Birthday”获得了成功，吸引了乐迷的注意力。而另一首颇受好评的歌曲则是来源于DJ Khaled的专辑《We the Best》中的“Bitch I’m from Dade County”。而佛罗·里达真正的开始走红则是凭借着与T-Pain合作的一首打榜歌曲“Low”，这首歌曲来源于他的第一张专辑《Mail On Sunday》，并在billboard单曲榜上取得了第一名的好成绩。
走红后，佛罗·里达成为了各大明星专辑中邀约的对象，包括Rick Ross,Birdman,Lil Wayne,Trey Songz,Yung Joc, Trina,Brisco以及Akon，甚至连Madonna的单曲“4 Minutes”的混音版也特别请到他上阵。佛罗·里达的第二张个人专辑《R.O.O.T.S.》于2009年3月31日发行，R.O.O.T.S.的意思是Routes of Overcoming the Struggle(克服难关的路程)。
2010年，佛罗·里达的第三张作品《Only One Flo (Part 1)》，搭配华裔导演朱浩伟掌镜的首部3D街舞电影《舞力全开3D》主题曲《Club Can’t Handle Me》发布
2012年6月，佛罗·里达推出的单曲《Whistle》，于2012年8月荣登Billboard单曲榜首位。这首足以让美女们卖力吹响口中哨的《Whistle》，以清脆吉他播弦和口哨声拉启序幕，由麦当娜、黑眼豆豆指定鬼才 DJ Frank-E 监控，走着中板的舒缓舞曲旋律，记载令人脸红心跳的故事。另外，《Whistle》将收录在他第四张专辑《Only One Rida (Part 2)》 中。（与《Only One Flo (Part 1)》两个专辑的最后单词放在一起，是佛罗·里达的名字)。2023年，一段以《Whistle》為配樂、畫面卻為喬許·哈契森的影片在網路上散播，成為一個類似瑞克搖的迷因。
2013年1月9日，获得第39届人民选择奖“最受欢迎嘻哈艺人”奖提名；2月10日，凭借与希雅·富勒合唱的歌曲《Wild Ones》获得第55届格莱美奖“最佳说唱歌曲合作”奖提名。
2014年4月21日，发行单曲《G.D.F.R.》，成为电影《速度与激情7》的插曲，歌曲最高来到美国公告牌百强单曲榜第八名。
2015年4月7日，发表迷你专辑《My House》；8月16日，在青少年选择奖颁奖典礼上联手罗宾·西克带来歌曲表演《I Don’t Like It, I Love It》；10月，作为嘉宾在风暴电音节表演。
2016年7月31日，在青少年选择奖颁奖典礼上带来开场秀，表演了《My House》、《Good Feeling》等歌曲串烧；9月，到中国“2016百威风暴电音节”展开演出 。
2016年12月16日，佛罗·里达的曲目《Cake》收录了大西洋的《This Is a Challenge》的合集中，并于2017年2月28日作为他的新单曲派台。2017年7月，他在一次采访中宣布，他的第五张专辑仍在制作中，已经完成70 %。2017年11月17日，佛罗·里达发布了另一首哥伦比亚歌手/歌曲作者Maluma的单曲《Hola》。2018年3月2日，佛罗·里达发布了一首新单曲，名为《Dancer》。Flo Rid在8月27日通过他的Instagram透露，新音乐正在“很快”进行中，专辑已经完成，计划于2019年初发行。
荣誉记录：美国告示牌Top 40

## 个人专辑
- 《Mail On Sunday》 (2008)
- 《R.O.O.T.S.》 (2009)
- 《Only One Flo》 (2010)
- 《Wild One》 (2012)
- 《My House》 (2015)